# Plans (album)
Plans è il quinto album in studio del gruppo musicale statunitense Death Cab for Cutie, pubblicato il 30 agosto 2005.
L'album ha raggiunto la quarta posizione della Billboard 200 ed è stato certificato come disco di platino il 23 febbraio 2008.

## Tracce
1. Marching Bands of Manhattan – 4:12
2. Soul Meets Body – 3:50
3. Summer Skin – 3:14
4. Different Names for the Same Thing – 5:08
5. I Will Follow You into the Dark – 3:09
6. Your Heart Is an Empty Room – 3:39
7. Someday You Will Be Loved – 3:11
8. Crooked Teeth – 3:23
9. What Sarah Said – 6:20
10. Brothers on a Hotel Bed – 4:31
11. Stable Song – 3:42

## Formazione
- Ben Gibbard – voce, chitarra, piano
- Nick Harmer – basso
- Jason McGerr – batteria
- Chris Walla – chitarra, tastiere